# Union Street (San Francisco)

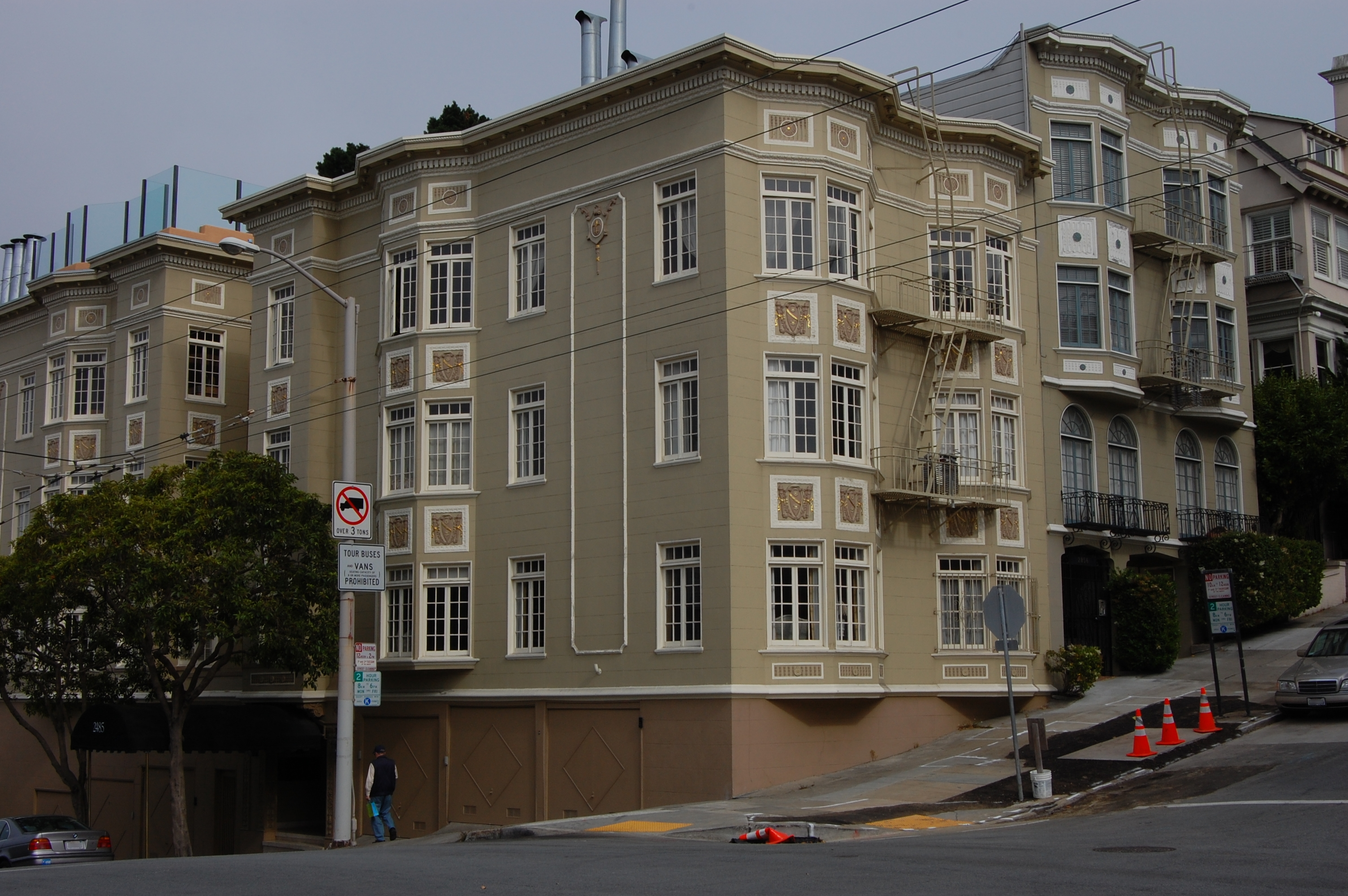
Haus an der Union Street

Die Union Street ist eine von Ost nach West verlaufende Straße in San Francisco.

## Verlauf
Sie beginnt in der Nähe der Uferpromenade von Embarcadero, am Telegraph Hill vorbei, bevor es zu der Montgomery Street geht, über den Russian Hill und an einem Einkaufsviertel in Cow Hollow führt und im Presidio endet. Einigen zufolge markiert die Union Street auch die Trennlinie zwischen Cow Hollow und Pacific Heights im Süden.

## Nahverkehr
Es ist die einzige Ost-West-Straße, die es dem Verkehr in beide Richtungen ermöglicht, den Russian Hill zu überqueren (alle anderen Straßen haben Lücken- oder Einbahnstrecken). Die Buslinien Muni 45-Union/Stockton und 41-Union, die beide die Union Street nutzen, sind die einzigen Muni-Buslinien, die Russian Hill von Ost nach West überqueren.